# Claus von Amsberg

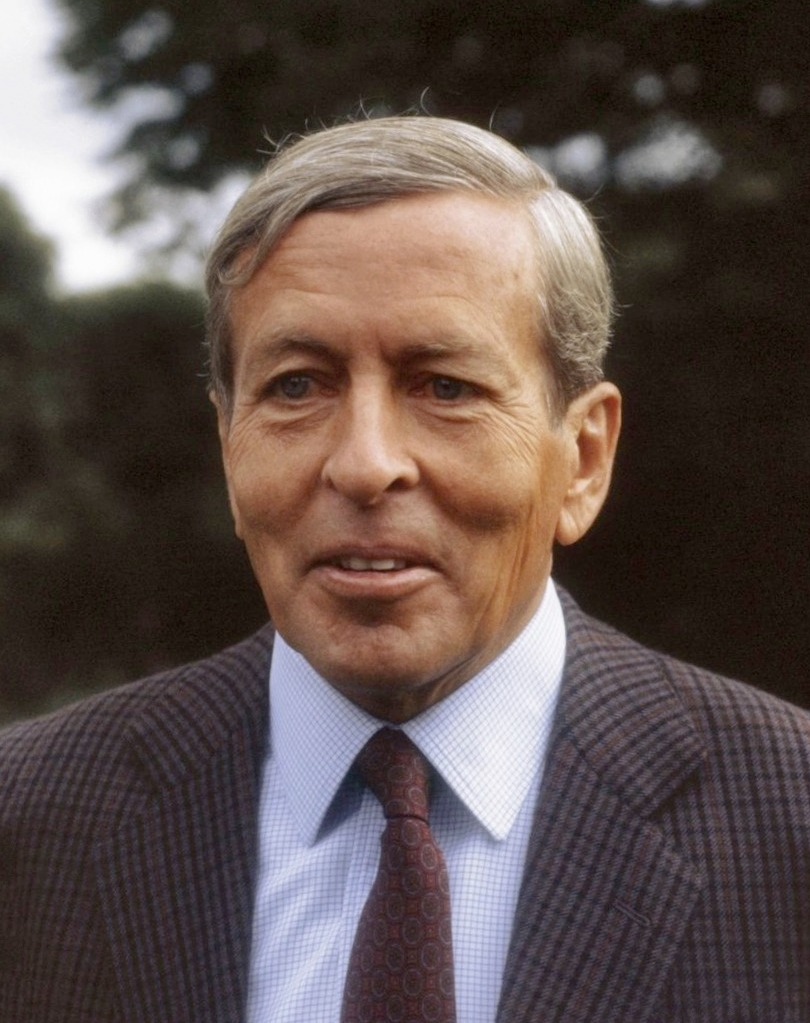
Prinz Claus der Niederlande (1986)

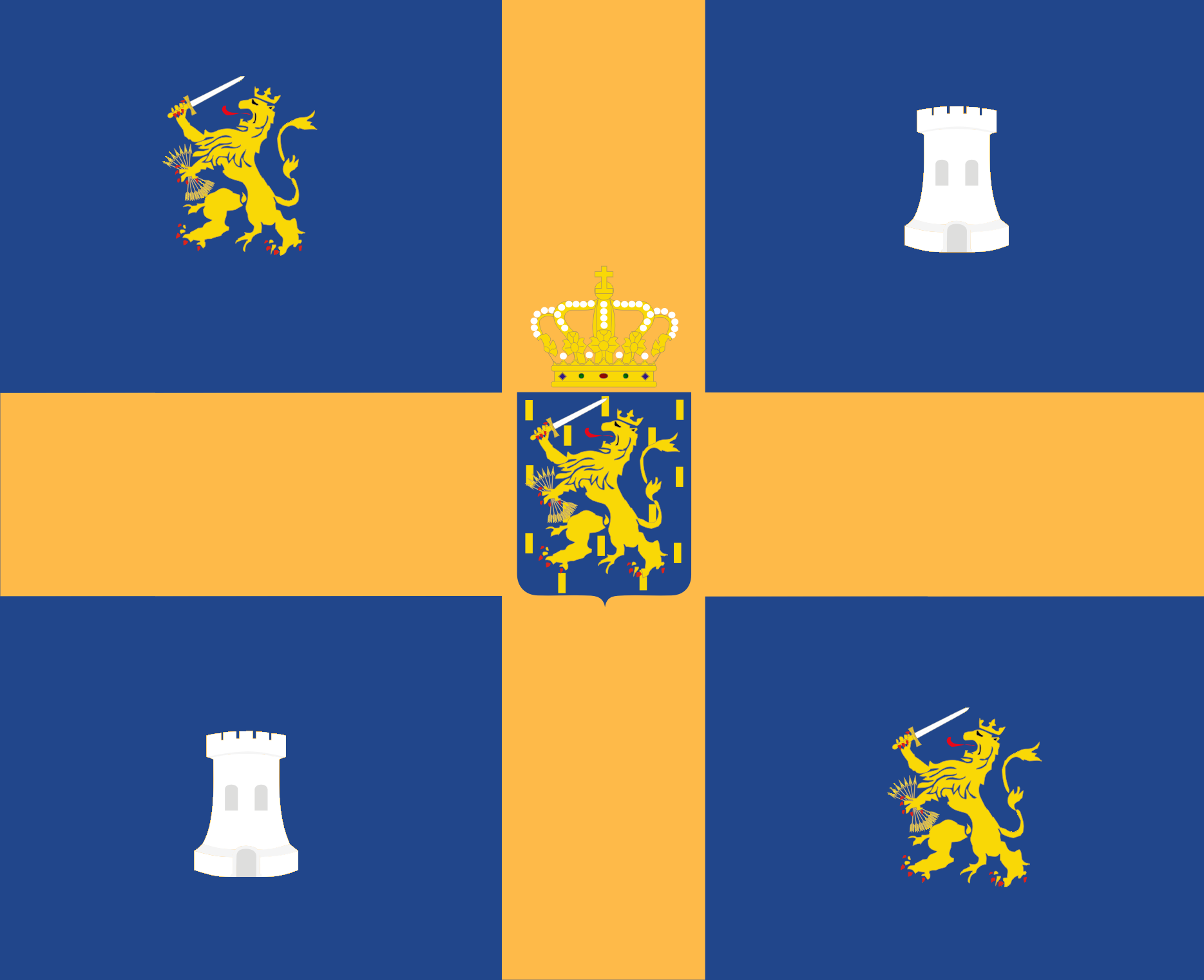
Standarte von Claus von Amsberg als Prinzgemahl der Niederlande.

Claus von Amsberg (ab 1966 Claus van Amsberg; voller Titel Claus, Prins der Nederlanden, Jonkheer van Amsberg; geboren als Klaus-Georg Wilhelm Otto Friedrich Gerd von Amsberg; * 6. September 1926 in Hitzacker (Elbe); † 6. Oktober 2002 in Amsterdam) war Prinzgemahl der niederländischen Königin Beatrix.
Die Hochzeit des deutschen Diplomaten mit der damaligen niederländischen Kronprinzessin fand am 10. März 1966 statt. Zuvor wurde ihm am 16. Februar 1966 das niederländische Adelsprädikat Jonkheer van Amsberg zusammen mit dem Titel Prinz der Niederlande und der Anrede Königliche Hoheit durch Königin Juliana verliehen, erblich für die zu erwartende Nachkommenschaft mit seiner damals noch Verlobten. Nach anfänglichen Schwierigkeiten wurde Prins Claus zum beliebtesten Mitglied der Königsfamilie.

## Leben

### Kindheit

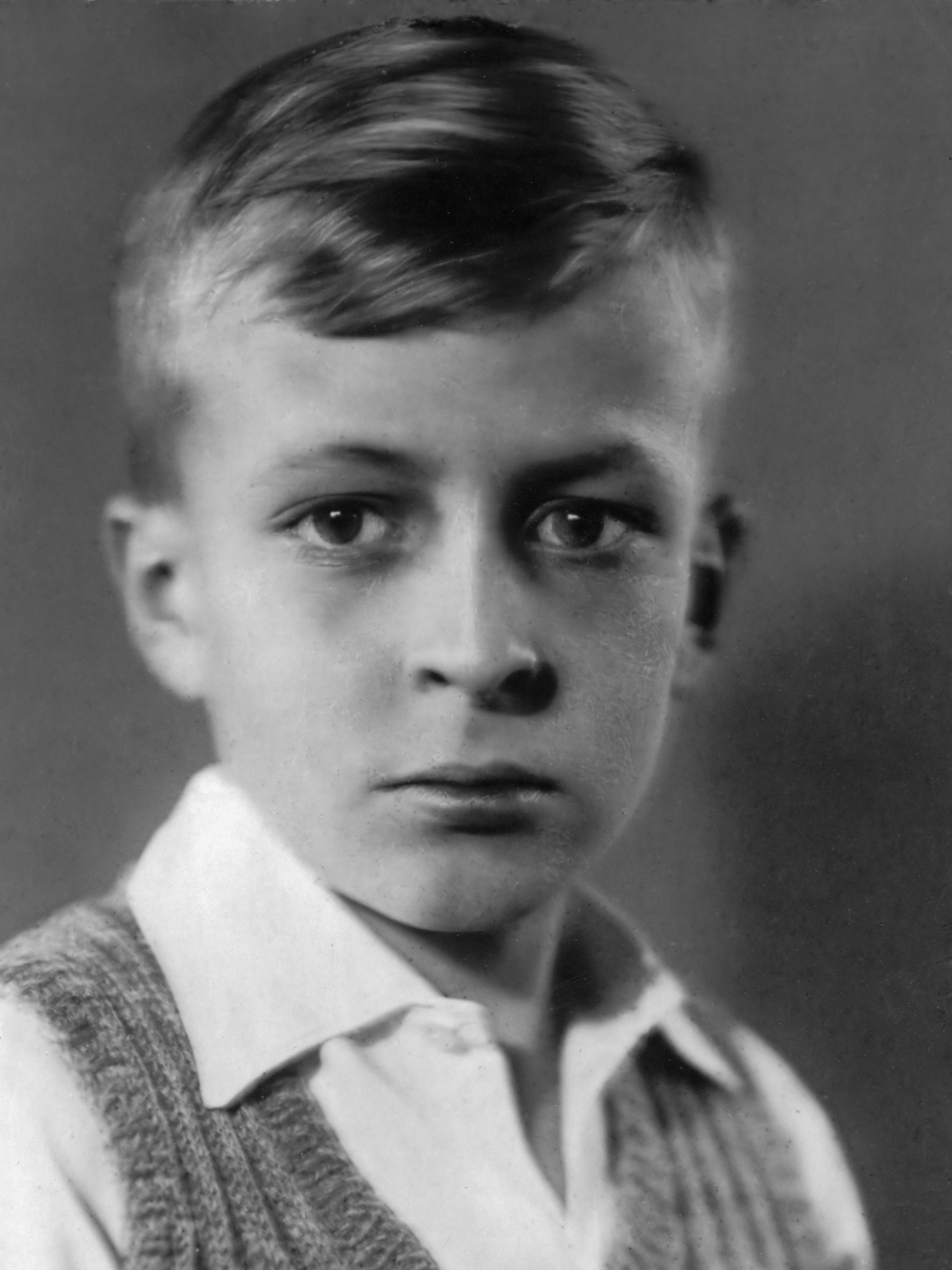
Claus von Amsberg (1936)

Klaus von Amsberg wurde 1926 auf dem norddeutschen Landgut Dötzingen bei Hitzacker (Elbe) geboren. Er entstammte dem mecklenburgischen Adelsgeschlecht Amsberg. Sein Vater Klaus Felix Friedrich Leopold von Amsberg (1890–1953) war der älteste Sohn von Wilhelm von Amsberg (1856–1929) und dessen Gemahlin Elise von Vieregge (1866–1951). Der Vater arbeitete seit 1917 als Gutsverwalter auf dem Landgut, nachdem er ein missglücktes Abenteuer als Farmer in Afrika hinter sich hatte. Er heiratete Gösta Freiin von dem Bussche-Haddenhausen (1902–1996), die jüngste Tochter des Gutsbesitzers von Dötzingen, Georg Freiherr von dem Bussche-Haddenhausen (1869–1923) und dessen Gemahlin Gabriele, geb. Freiin von dem Bussche-Ippenburg (1877–1973).
1928 wanderte der Vater mit seiner Familie nach Tanganjika (dem heutigen Tansania) aus, wo er Manager auf einer deutsch-englischen Kaffee- und Sisalplantage wurde. Claus von Amsberg verbrachte zehn Jahre seiner Kindheit in Tansania und hatte diese Jahre als besonders glücklich in Erinnerung. 1933 schickte seine Mutter ihn und seine jüngeren Schwestern zu ihrer Familie nach Bad Doberan, wo er das Gymnasium Friderico-Francisceum besuchte. 1936 ging er zurück nach Afrika und kam in ein deutsches Internat in Tanganjika, das in Verbindung mit der Hitlerjugend stand.

### Kriegsjahre
1938 zog seine Mutter mit ihm zurück nach Deutschland, wo Claus von 1938 bis 1942 die Baltenschule Misdroy an der Ostsee besuchte. 1943 zog er zu seiner Großmutter in Bad Doberan, wo er seine schulische Laufbahn auf dem lokalen Gymnasium Friderico-Francisceum fortsetzte. Dort wurde er reguläres Mitglied des Jungvolks und der Hitlerjugend. Als 16-Jähriger wurde er 1942 zum Reichsarbeitsdienst verpflichtet und auf dem Flughafen in der ostpreußischen Hauptstadt Königsberg eingesetzt. Als Soldat der deutschen Wehrmacht kam er nach einer Zwischenstation in Dänemark zur 90. Panzergrenadierdivision nach Italien. Anfang Mai 1945 geriet er noch vor seinem ersten Einsatz in US-amerikanische Kriegsgefangenschaft, wurde interniert und fungierte als Dolmetscher und Fahrer.

### Karriere

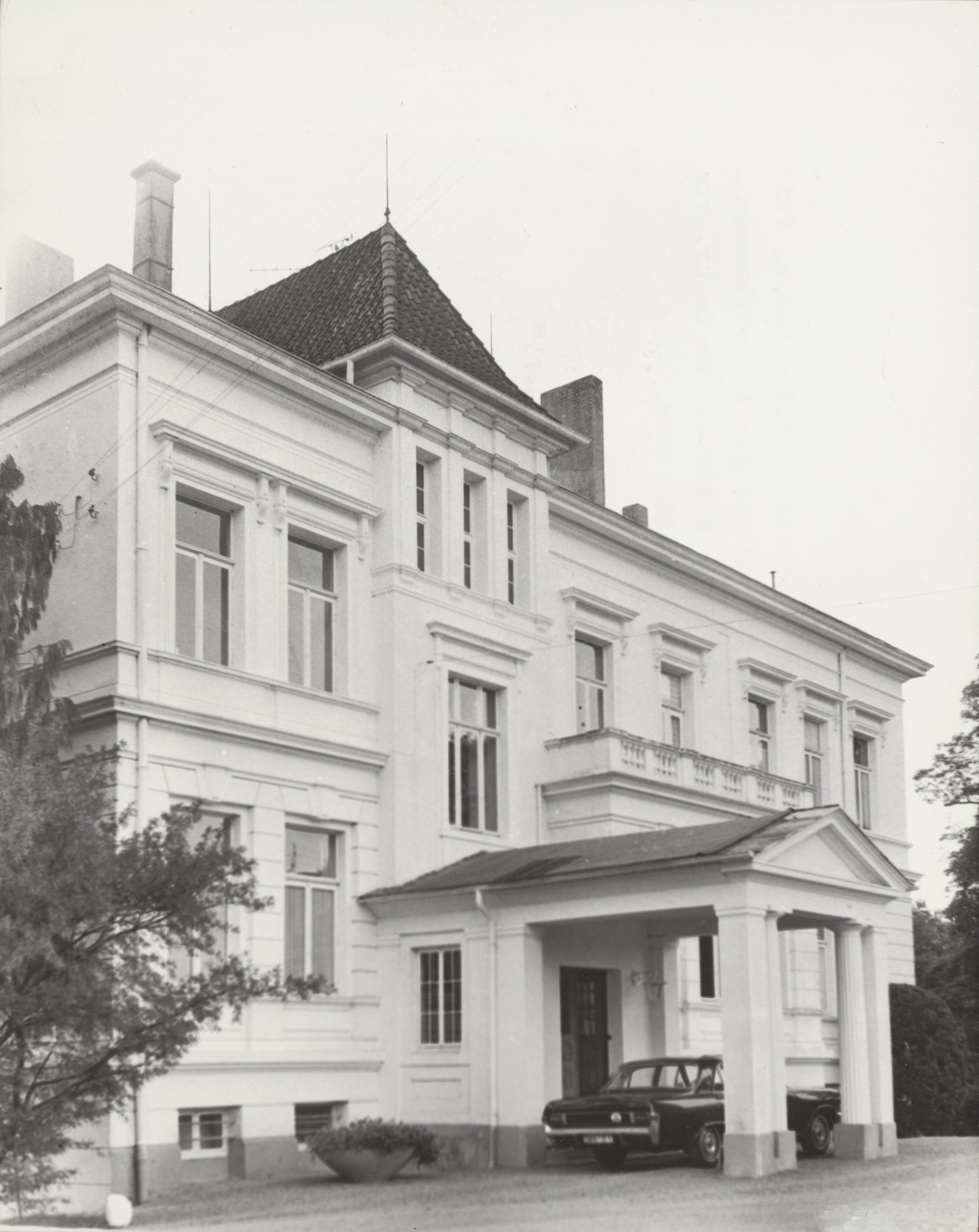
Gut Dötzingen in Hitzacker/Elbe

Weihnachten 1945 kam er nach Deutschland zurück und zog nach Hitzacker. Seine Eltern, die in Afrika festgehalten wurden, sah er erst 1947 wieder. Unterdessen holte Claus sein Abitur am Johanneum Lüneburg nach. Bevor er sich an einer Universität immatrikulieren konnte, musste er sich einer Entnazifizierungskommission stellen, die ihn von allen Bedenken freisprach. Weil er nicht Maschinenbau studieren konnte, schrieb er sich für ein Jura-Studium in Hamburg ein, wo er mehrmals als Werkstudent arbeitete. 1952 schloss er sein Studium ab. 1953 starb sein Vater.
Nach einer Ausbildungszeit in den USA und einer mehrmonatigen Anstellung in der Kanzlei des Hamburger Rechtsanwalts Walter Lippmann, wo er sich mit den Rechtsansprüchen deutscher Juden beschäftigte, schlug er eine neue Richtung ein: die Diplomatie. Am 1. April 1957 trat er als Beamter in den deutschen auswärtigen Dienst ein. 1958 folgte seine Prüfung als Attaché.
Sein erster Auslandseinsatz als Diplomat war die Position des dritten Botschaftssekretärs in der Dominikanischen Republik. Dort berichtete Claus von Amsberg über das autoritäre Regime des Landes und die damals wachsende Anzahl der Regimekritiker. Er wurde zum zweiten Botschaftssekretär befördert, begann aber auch, sich für eine Stelle in Afrika zu interessieren. 1961 wurde er zweiter Botschaftssekretär und stellvertretender Botschafter in der Deutschen Botschaft an der Elfenbeinküste. Hier suchte er die Bekanntschaft mit Avi Primor, späterer Botschafter für Israel in Deutschland, und erwarb als „erster Deutscher“, der diesem begegnete, dessen Wertschätzung und lebenslange Freundschaft.

### Kennenlernen und Hochzeit mit Beatrix
Am Silvesterabend 1962 lernte er die niederländische Kronprinzessin Beatrix auf einem Fest der mit ihm befreundeten und entfernt verwandten Grafen von Oeynhausen-Sierstorpff in Bad Driburg kennen, die auch zur Verwandtschaft von Beatrix’ Vater Bernhard zur Lippe-Biesterfeld gehören. Anderthalb Jahre später folgten ein zweites und drittes Treffen in Verbindung mit der Hochzeit von Tatjana Prinzessin zu Sayn-Wittgenstein und Moritz Prinz von Hessen. 1963 kehrte Claus nach Deutschland zurück, um beim Auswärtigen Amt in Bonn im Bereich der Wirtschaftsbeziehungen mit Staaten des Subsahara-Afrikas zu arbeiten. Verschiedene Treffen 1964 und 1965 führten zu einer Festigung der Bekanntschaft. Am 1. Mai 1965 entdeckte der Fotograf John de Rooy das Paar, wie sie „innig umarmt“ im Garten des Schlösschens Drakensteyn spazieren gingen. Das Foto erschien am 6. Mai 1965 in der britischen Tageszeitung Daily Express und danach in der niederländischen Presse. Nachdem Amsbergs Identität herausgefunden worden war, musste sich das Paar schnell entscheiden: am 28. Juni wurde im Fernsehen ihre Verlobung bekannt gegeben.
Die Tatsache, dass Claus als Deutscher Mitglied der Hitlerjugend gewesen war und in der Wehrmacht gedient hatte, sorgte in Teilen der niederländischen Bevölkerung zwanzig Jahre nach der deutschen Besatzung für große Aufregung. Es kam zu einer Unterschriftenkampagne gegen die geplante Hochzeit.
Die Zweite Kammer des Parlaments debattierte lang und heftig darüber. Erst nachdem der bekannte Historiker Loe de Jong feststellte, dass Claus keinesfalls Kriegsverbrechen vorgeworfen werden konnten und in seiner Biografie keine Anzeichen von Antisemitismus entdeckt wurden, sicherten die Fraktionsvorsitzenden im Parlament dem Gesetzesvorschlag für die Eheschließung eine Mehrheit zu.
Am 10. Dezember 1965 erhielt Claus einen niederländischen Pass und am 16. Februar 1966 wurde sein Familienname offiziell in „van Amsberg“ geändert. Die niederländische Staatsbürgerschaft war notwendig, weil ansonsten nach damaligem Recht die Kinder aus der Ehe keine Niederländer gewesen wären.
Am 10. März 1966 heirateten Claus und Beatrix in Amsterdam, und Claus erhielt den Titel eines Prinzen der Niederlande und Jonkheer van Amsberg. Die junge Anarchistenbewegung Provo störte den Hochzeitszug, indem Peter Bronkhorst eine Rauchbombe zündete.

### Prinzgemahl seit 1980
Als Beatrix 1980 Königin wurde und ihre Familie 1981 von Schloss Drakensteyn in Baarn nach Den Haag umzog, nahm der Druck auf die königliche Familie zu und beeinflusste das Leben von Prinz Claus stärker. Als Prinzgemahl bekam er zusätzliche zeremonielle Aufgaben übertragen und schien stark darunter zu leiden, dass er keinen substanziellen Tätigkeiten nachgehen konnte.
Der oft als trauriger Prinz bezeichnete Prinzgemahl hatte sich seit der noch von Protesten begleiteten Hochzeit in den Niederlanden viel Anerkennung erworben. In Umfragen galt er als das sympathischste Mitglied des Königshauses von Oranien-Nassau. Mit der warmherzigen Anteilnahme am Wohlergehen der Entwicklungsländer, seiner offenen Sprache, den Rechtsstreitigkeiten über nicht zutreffende Berichterstattung der Boulevardpresse und seinen spielerischen und humorvollen Aktionen wie dem Protest gegen die Zwangsjacke des Hofes schlossen ihn viele Niederländer ins Herz. Einmal unterbrach er einen Vortrag, um die Krawatte abzunehmen und wegzuwerfen.
1996 richtete die niederländische Regierung anlässlich seines dreißigjährigen Jubiläums als Prinz der Niederlande den Prinz-Claus-Fonds ein, der mit dem Prinz-Claus-Preis Geld für Kultur- und Entwicklungsprojekte in Ländern der Dritten Welt bereitstellt.

### Krankheit und Tod
1982 wurde der Prinz in das „Radboudziekenhuis“ in Nijmegen eingeliefert. Die Pressestelle der Regierung erläuterte dies wegen „Beschwerden depressiver Natur“. Es dauerte einige Jahre, bis der Prinz seine Krankheit überwunden hatte. In den Augen der niederländischen Bevölkerung war Prinz Claus lange ein freundlicher, wenn auch trauriger und verletzbarer Ehemann neben Königin Beatrix. Als in den 1990er Jahren die Berichterstattungen über seine Krankheit zunahmen, verstärkte sich dieses Bild in der Öffentlichkeit noch weiter. In seinen letzten Lebensjahren gelang es ihm, dieses Image etwas zurechtzurücken. 1991 kehrten seine Depressionen zurück, und die Parkinsonsche Krankheit wurde bei ihm diagnostiziert. Deshalb, und auch wegen seiner Medikamente, wurde seine Motorik stark beeinträchtigt.
In seinen letzten Lebensjahren durchlebte Prinz Claus verschiedene Phasen von Krankheiten, die sich abwechselten mit Phasen der Regeneration und Aktivität. 1998 wurde er wegen Prostatakrebs operiert und erfolgreich behandelt, die Strahlentherapie verursachte jedoch im Jahr 2000 Harnwegsprobleme. 2001 musste ihm eine Niere entfernt werden, was zu Schwierigkeiten mit der anderen Niere führte. Am 2. Februar 2002 konnte er trotzdem an der Hochzeit seines Sohnes Kronprinz Willem-Alexander mit Máxima Zorreguieta teilnehmen. Wegen Atemwegserkrankungen musste er in jenem Frühjahr mehrere Wochen im Krankenhaus verbringen. Am 8. Juni 2002 wurde mit Gräfin Eloise sein erstes Enkelkind geboren. Sie ist die Tochter seines Sohnes Prinz Constantijn und dessen Ehefrau Prinzessin Laurentien. Am 9. August wurde eine Verengung seiner Herzkranzgefäße mittels Ballonkatheter behandelt. Er starb als eines der populärsten Mitglieder des niederländischen Königshauses am 6. Oktober 2002 im Alter von 76 Jahren in Amsterdam an den Folgen seiner Parkinson-Krankheit und einer Lungenentzündung.

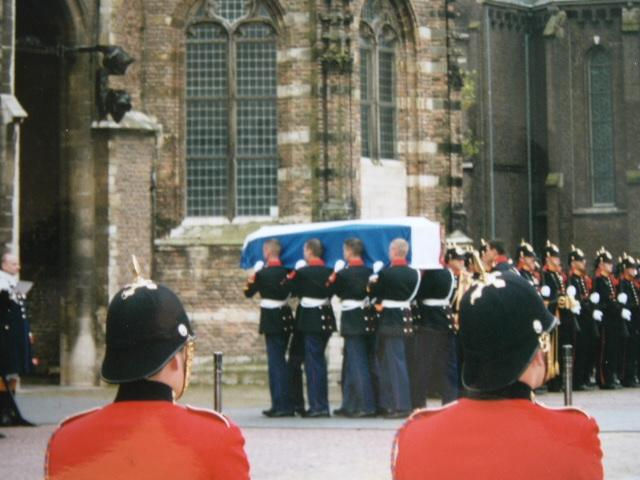
Staatsbegräbnis des Prinzen Claus an der Nieuwe Kerk zu Delft

Prinz Claus wurde am 15. Oktober 2002 in der königlichen Grabstätte der Nieuwe Kerk zu Delft beigesetzt. Er hinterlässt das Bild eines stilvollen und besonders integeren Mannes. Die Trauerrede hielt der Dichter und ehemals katholische Priester Huub Oosterhuis.

## Aufgaben und soziales Engagement

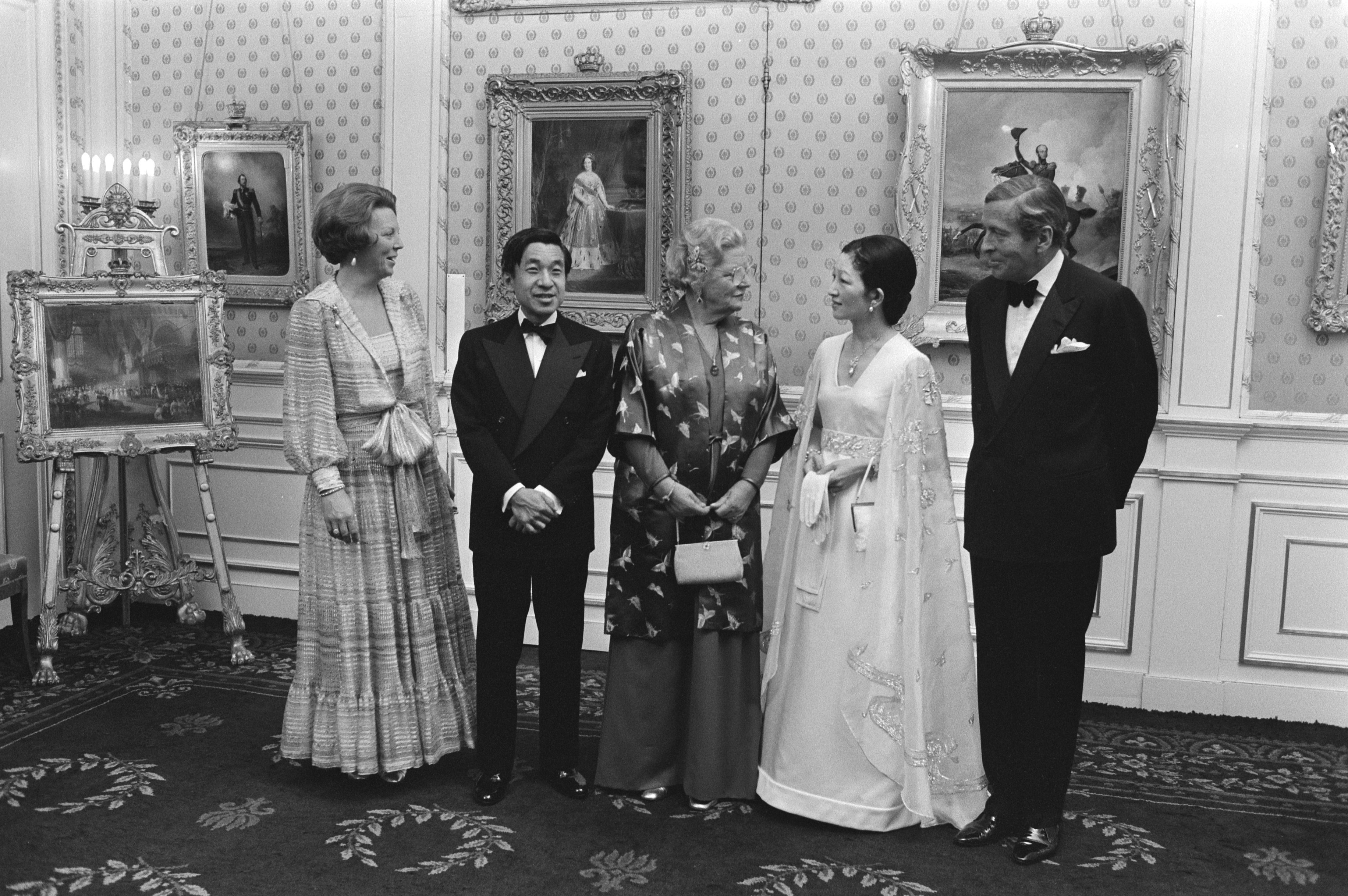
Prinz Claus (rechts) bei einem Staatsbesuch des japanischen Kronprinzenpaares 1979

Von Amsberg konnte zur Zeit seiner Eheschließung noch davon ausgehen, dass er als Prinzgemahl – wie auch sein Schwiegervater, Prinz Bernhard – wichtige Aufgaben diplomatischer Art wahrnehmen würde. Seit der Lockheed-Affäre von 1976 allerdings wurde der Freiraum für den Prinzgemahl stark beschnitten.
Prinz Claus engagierte sich zeitlebens für Afrika. 1970 wurde er zum Vorsitzenden des nationalen Komitees für Entwicklungsstrategie ernannt, einer Art PR-Organ der Entwicklungspolitik der niederländischen Regierung. Eine Anzahl von Empfehlungen dieser Kommission, wie einer kleinen Beihilfe zum Angola-Ausschuss, der für ein unabhängiges Angola und einen Kaffeeboykott kämpfte, der organisiert wurde, um das Regime der damaligen portugiesischen Kolonie zu stürzen, schienen den Prinzen in eine politisch umstrittene und deshalb kompromittierende Lage zu bringen. Darum gab man ihm daraufhin Funktionen, die weniger sensibel waren: er wurde Präsident der Stiftung der niederländischen Freiwilligen und politischer Berater des Ministers für Entwicklungszusammenarbeit. Aber auch in diesen Funktionen fühlte Prinz Claus sich sehr eingeschränkt. Er musste seine persönliche Meinung für sich behalten, erschien deswegen oftmals farblos und konnte in seiner Funktion nicht forsch zu Werke gehen. Doch durch sein diplomatisches Auftreten und seine vielen Vorträge über das Thema Entwicklungszusammenarbeit konnte er einige seiner Ideen vermitteln. So veränderte sich durch seinen Einfluss der Grundsatz der Entwicklungshilfepolitik: anstelle von Reisen in die Dritte Welt, um dort zu helfen, entstand das Prinzip der Hilfe zur Selbsthilfe.

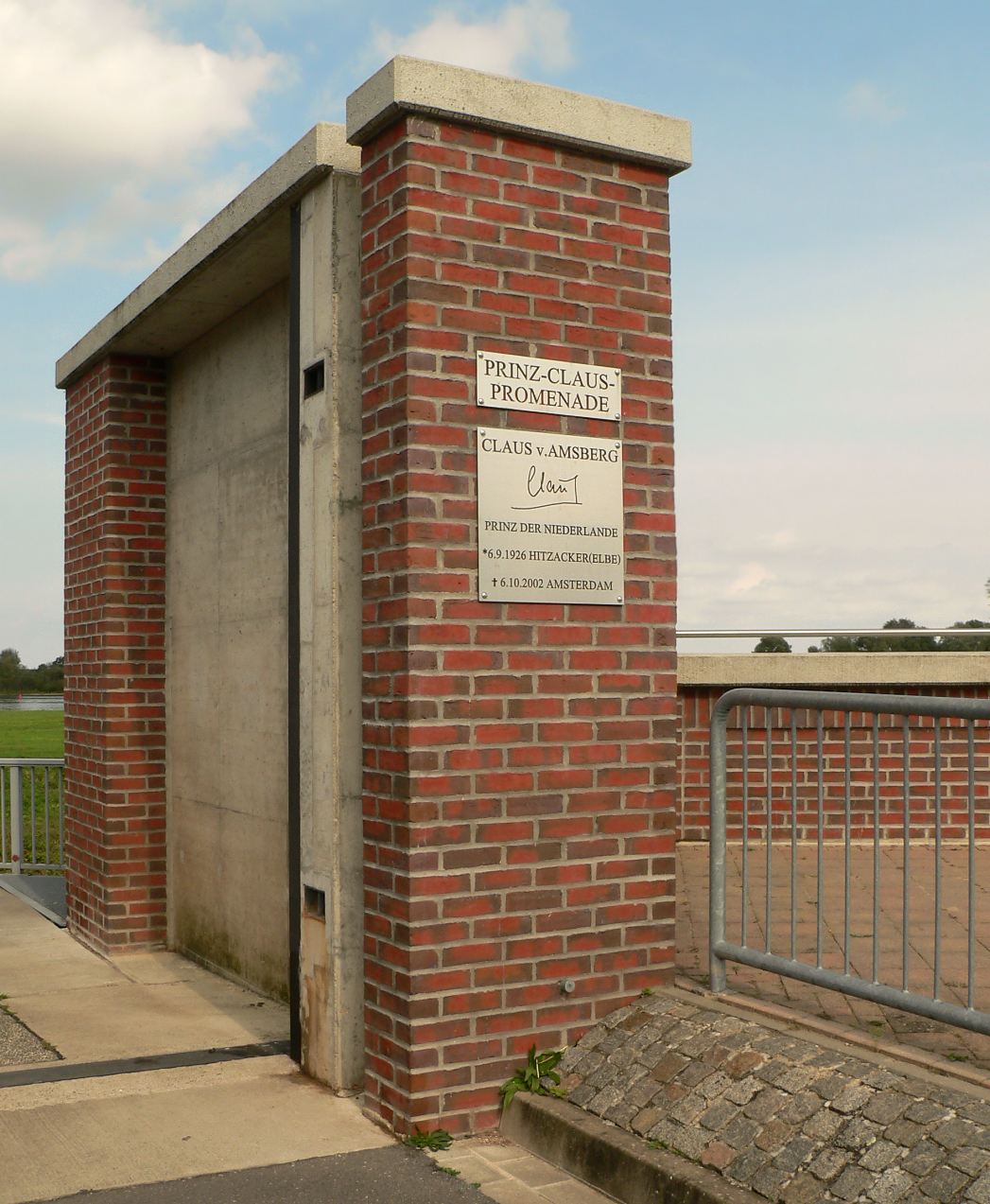
Prinz-Claus-Promenade an der Elbe in Hitzacker, seinem Geburtsort

1984 wurde er Generalinspekteur für Entwicklungszusammenarbeit, eine Tätigkeit, die mit vielen Reisen verbunden war. Außerdem wurde er Vorstandsmitglied der niederländischen Zentralbank, des damals staatlichen Post- und Telekommunikationsunternehmens PTT und Vorsitzender der Export-Plattform für Verkehr. Außerdem war der gut ausgebildete Prinz Vorsitzender der Stiftung für Biowissenschaften und Gesellschaft. Dennoch blieb seine Durchsetzungsfähigkeit aufgrund der Zugehörigkeit zur königlichen Familie eingeschränkt.

## Auszeichnungen (Auswahl)
- 1983: Sonderstufe des Großkreuzes des Verdienstordens der Bundesrepublik Deutschland
- 1985: Großkreuz mit Ordenskette des Verdienstordens der Italienischen Republik
- 1990: Collane des Finnischen Ordens der Weißen Rose
- 1991: Großkreuz des portugiesischen Christusordens
- 1994: Groß-Stern des Ehrenzeichens für Verdienste um die Republik Österreich[4]

Siehe auch: Prinz-Claus-Preis

## Stammbaum
| \| Wilhelm von Amsberg (1856–1929) \| Wilhelm von Amsberg (1856–1929) \| Wilhelm von Amsberg (1856–1929) \| Wilhelm von Amsberg (1856–1929) \| Wilhelm von Amsberg (1856–1929) \| Wilhelm von Amsberg (1856–1929) \| \| \| Elise von Vieregge (1866–1951) \| Elise von Vieregge (1866–1951) \| Elise von Vieregge (1866–1951) \| Elise von Vieregge (1866–1951) \| Elise von Vieregge (1866–1951) \| Elise von Vieregge (1866–1951) \| \| \| Georg von dem Bussche-Haddenhausen (1869–1923) \| Georg von dem Bussche-Haddenhausen (1869–1923) \| Georg von dem Bussche-Haddenhausen (1869–1923) \| Georg von dem Bussche-Haddenhausen (1869–1923) \| Georg von dem Bussche-Haddenhausen (1869–1923) \| Georg von dem Bussche-Haddenhausen (1869–1923) \| \| \| Gabrielle Marie von dem Bussche-Ippenburg (1877–1973) \| Gabrielle Marie von dem Bussche-Ippenburg (1877–1973) \| Gabrielle Marie von dem Bussche-Ippenburg (1877–1973) \| Gabrielle Marie von dem Bussche-Ippenburg (1877–1973) \| Gabrielle Marie von dem Bussche-Ippenburg (1877–1973) \| Gabrielle Marie von dem Bussche-Ippenburg (1877–1973) \| \| Wilhelm von Amsberg (1856–1929) \| Wilhelm von Amsberg (1856–1929) \| Wilhelm von Amsberg (1856–1929) \| Wilhelm von Amsberg (1856–1929) \| Wilhelm von Amsberg (1856–1929) \| Wilhelm von Amsberg (1856–1929) \| \| \| Elise von Vieregge (1866–1951) \| Elise von Vieregge (1866–1951) \| Elise von Vieregge (1866–1951) \| Elise von Vieregge (1866–1951) \| Elise von Vieregge (1866–1951) \| Elise von Vieregge (1866–1951) \| \| \| Georg von dem Bussche-Haddenhausen (1869–1923) \| Georg von dem Bussche-Haddenhausen (1869–1923) \| Georg von dem Bussche-Haddenhausen (1869–1923) \| Georg von dem Bussche-Haddenhausen (1869–1923) \| Georg von dem Bussche-Haddenhausen (1869–1923) \| Georg von dem Bussche-Haddenhausen (1869–1923) \| \| \| Gabrielle Marie von dem Bussche-Ippenburg (1877–1973) \| Gabrielle Marie von dem Bussche-Ippenburg (1877–1973) \| Gabrielle Marie von dem Bussche-Ippenburg (1877–1973) \| Gabrielle Marie von dem Bussche-Ippenburg (1877–1973) \| Gabrielle Marie von dem Bussche-Ippenburg (1877–1973) \| Gabrielle Marie von dem Bussche-Ippenburg (1877–1973) \| \| \| \| \| \| \| \| \| \| \| \| \| \| \| \| \| \| \| \| \| \| \| \| \| \| \| \| \| \| \| \| \| \| \| \| \| Klaus Felix von Amsberg (1890–1953) \| Klaus Felix von Amsberg (1890–1953) \| Klaus Felix von Amsberg (1890–1953) \| Klaus Felix von Amsberg (1890–1953) \| Klaus Felix von Amsberg (1890–1953) \| Klaus Felix von Amsberg (1890–1953) \| \| \| \| \| \| \| \| \| \| \| Gösta von dem Bussche-Haddenhausen (1902–1996) \| Gösta von dem Bussche-Haddenhausen (1902–1996) \| Gösta von dem Bussche-Haddenhausen (1902–1996) \| Gösta von dem Bussche-Haddenhausen (1902–1996) \| Gösta von dem Bussche-Haddenhausen (1902–1996) \| Gösta von dem Bussche-Haddenhausen (1902–1996) \| \| \| \| \| \| \| \| \| \| Klaus Felix von Amsberg (1890–1953) \| Klaus Felix von Amsberg (1890–1953) \| Klaus Felix von Amsberg (1890–1953) \| Klaus Felix von Amsberg (1890–1953) \| Klaus Felix von Amsberg (1890–1953) \| Klaus Felix von Amsberg (1890–1953) \| \| \| \| \| \| \| \| \| \| \| Gösta von dem Bussche-Haddenhausen (1902–1996) \| Gösta von dem Bussche-Haddenhausen (1902–1996) \| Gösta von dem Bussche-Haddenhausen (1902–1996) \| Gösta von dem Bussche-Haddenhausen (1902–1996) \| Gösta von dem Bussche-Haddenhausen (1902–1996) \| Gösta von dem Bussche-Haddenhausen (1902–1996) \| \| \| \| \| \| \| \| \| \| \| \| \| \| \| \| \| \| \| \| \| \| \| \| \| \| \| \| \| \| \| \| \| \| \| \| \| \| \| \| \| \| \| \| \| \| \| \| \| Claus von Amsberg \| \| \| \| \| \| \| \| \| \| \| \| \| \| \| \| \| \| | |                                                                           | |                                     |                                     |                                     |                                     |                                     |                                     |                                |                                |                                |                                |  |  |                                                |                                                |                                                |                                                |                                                |                                                |                                                |                                                |                                                       |                                                       |                                                       |                                                       |                                                       |                                                       |
| Claus von Amsberg ⚭ 1966 Beatrix von Oranien-Nassau (1938) | |                                                                           | |                                     |                                     |                                     |                                     |                                     |                                     |                                |                                |                                |                                |  |  |                                                |                                                |                                                |                                                |                                                |                                                |                                                |                                                |                                                       |                                                       |                                                       |                                                       |                                                       |                                                       |
| Kinder | Willem-Alexander von Oranien-Nassau (1967) ⚭ 2002 Máxima Zorreguieta (1971)                                  | Johan Friso von Oranien-Nassau (1968–2013) ⚭ 2004 Mabel Wisse Smit (1968) | Constantijn von Oranien-Nassau (1969) ⚭ 2001 Laurentien Brinkhorst (1966)                                  |                                     |                                     |                                     |                                     |                                     |                                     |                                |                                |                                |                                |  |  |                                                |                                                |                                                |                                                |                                                |                                                |                                                |                                                |                                                       |                                                       |                                                       |                                                       |                                                       |                                                       |
| Enkel | Catharina-Amalia von Oranien-Nassau (2003) Alexia von Oranien-Nassau (2005) Ariane von Oranien-Nassau (2007) | Luana von Oranien-Nassau (2005) Zaria von Oranien-Nassau (2006)           | Eloise von Oranien-Nassau (2002) Claus-Casimir von Oranien-Nassau (2004) Leonore von Oranien-Nassau (2006) |                                     |                                     |                                     |                                     |                                     |                                     |                                |                                |                                |                                |  |  |                                                |                                                |                                                |                                                |                                                |                                                |                                                |                                                |                                                       |                                                       |                                                       |                                                       |                                                       |                                                       |
| Wilhelm von Amsberg (1856–1929) | Wilhelm von Amsberg (1856–1929)                                                                              | Wilhelm von Amsberg (1856–1929)                                           | Wilhelm von Amsberg (1856–1929)                                                                            | Wilhelm von Amsberg (1856–1929)     | Wilhelm von Amsberg (1856–1929)     |                                     |                                     | Elise von Vieregge (1866–1951)      | Elise von Vieregge (1866–1951)      | Elise von Vieregge (1866–1951) | Elise von Vieregge (1866–1951) | Elise von Vieregge (1866–1951) | Elise von Vieregge (1866–1951) |  |  | Georg von dem Bussche-Haddenhausen (1869–1923) | Georg von dem Bussche-Haddenhausen (1869–1923) | Georg von dem Bussche-Haddenhausen (1869–1923) | Georg von dem Bussche-Haddenhausen (1869–1923) | Georg von dem Bussche-Haddenhausen (1869–1923) | Georg von dem Bussche-Haddenhausen (1869–1923) |                                                |                                                | Gabrielle Marie von dem Bussche-Ippenburg (1877–1973) | Gabrielle Marie von dem Bussche-Ippenburg (1877–1973) | Gabrielle Marie von dem Bussche-Ippenburg (1877–1973) | Gabrielle Marie von dem Bussche-Ippenburg (1877–1973) | Gabrielle Marie von dem Bussche-Ippenburg (1877–1973) | Gabrielle Marie von dem Bussche-Ippenburg (1877–1973) |
| Wilhelm von Amsberg (1856–1929) | Wilhelm von Amsberg (1856–1929)                                                                              | Wilhelm von Amsberg (1856–1929)                                           | Wilhelm von Amsberg (1856–1929)                                                                            | Wilhelm von Amsberg (1856–1929)     | Wilhelm von Amsberg (1856–1929)     |                                     |                                     | Elise von Vieregge (1866–1951)      | Elise von Vieregge (1866–1951)      | Elise von Vieregge (1866–1951) | Elise von Vieregge (1866–1951) | Elise von Vieregge (1866–1951) | Elise von Vieregge (1866–1951) |  |  | Georg von dem Bussche-Haddenhausen (1869–1923) | Georg von dem Bussche-Haddenhausen (1869–1923) | Georg von dem Bussche-Haddenhausen (1869–1923) | Georg von dem Bussche-Haddenhausen (1869–1923) | Georg von dem Bussche-Haddenhausen (1869–1923) | Georg von dem Bussche-Haddenhausen (1869–1923) |                                                |                                                | Gabrielle Marie von dem Bussche-Ippenburg (1877–1973) | Gabrielle Marie von dem Bussche-Ippenburg (1877–1973) | Gabrielle Marie von dem Bussche-Ippenburg (1877–1973) | Gabrielle Marie von dem Bussche-Ippenburg (1877–1973) | Gabrielle Marie von dem Bussche-Ippenburg (1877–1973) | Gabrielle Marie von dem Bussche-Ippenburg (1877–1973) |
| | |                                                                           | |                                     |                                     |                                     |                                     |                                     |                                     |                                |                                |                                |                                |  |  |                                                |                                                |                                                |                                                |                                                |                                                |                                                |                                                |                                                       |                                                       |                                                       |                                                       |                                                       |                                                       |
| | |                                                                           | | Klaus Felix von Amsberg (1890–1953) | Klaus Felix von Amsberg (1890–1953) | Klaus Felix von Amsberg (1890–1953) | Klaus Felix von Amsberg (1890–1953) | Klaus Felix von Amsberg (1890–1953) | Klaus Felix von Amsberg (1890–1953) |                                |                                |                                |                                |  |  |                                                |                                                |                                                |                                                | Gösta von dem Bussche-Haddenhausen (1902–1996) | Gösta von dem Bussche-Haddenhausen (1902–1996) | Gösta von dem Bussche-Haddenhausen (1902–1996) | Gösta von dem Bussche-Haddenhausen (1902–1996) | Gösta von dem Bussche-Haddenhausen (1902–1996)        | Gösta von dem Bussche-Haddenhausen (1902–1996)        |                                                       |                                                       |                                                       |                                                       |
| | |                                                                           | | Klaus Felix von Amsberg (1890–1953) | Klaus Felix von Amsberg (1890–1953) | Klaus Felix von Amsberg (1890–1953) | Klaus Felix von Amsberg (1890–1953) | Klaus Felix von Amsberg (1890–1953) | Klaus Felix von Amsberg (1890–1953) |                                |                                |                                |                                |  |  |                                                |                                                |                                                |                                                | Gösta von dem Bussche-Haddenhausen (1902–1996) | Gösta von dem Bussche-Haddenhausen (1902–1996) | Gösta von dem Bussche-Haddenhausen (1902–1996) | Gösta von dem Bussche-Haddenhausen (1902–1996) | Gösta von dem Bussche-Haddenhausen (1902–1996)        | Gösta von dem Bussche-Haddenhausen (1902–1996)        |                                                       |                                                       |                                                       |                                                       |
| | |                                                                           | |                                     |                                     |                                     |                                     |                                     |                                     |                                |                                |                                |                                |  |  |                                                |                                                |                                                |                                                |                                                |                                                |                                                |                                                |                                                       |                                                       |                                                       |                                                       |                                                       |                                                       |
| | |                                                                           | |                                     |                                     |                                     |                                     |                                     |                                     |                                |                                | Claus von Amsberg              |                                |  |  |                                                |                                                |                                                |                                                |                                                |                                                |                                                |                                                |                                                       |                                                       |                                                       |                                                       |                                                       |                                                       |